# Tembisa
Tembisa este un oraș din provincia Gauteng, Africa de Sud.